# 斯科哈里縣 (紐約州)
斯科哈里縣（英語：Schoharie County）是美国纽约州中部的一個縣，面積1,622平方公里。根據2020年美國人口普查，共有人口29,714人。縣治斯科哈里村。該縣成立於1795年，縣名來自摩和克語，意思是「浮木」。